# Megyer (törzs)
A megyer törzs a magyar törzsszövetség egyik törzse volt. Neve összefügg a magyar nép nevével, de már az őshazában elvált a két név egymástól, és sohasem használták a megyer törzsnevet a magyar népnévvel váltogatva.
Elterjedt nézet a történelmi irodalomban, hogy a megyer törzs volt a törzsszövetség vezértörzse, pusztán nevük összefüggése miatt.
Györffy György szerint azonban a tarján törzs volt a vezértörzs, mivel az Árpádok, akik nyilván a vezértörzset vezették a Duna két partján telepedtek le, s itt egyedül a tarján törzsnév nem található meg, a megyer törzsnév viszont a Duna mindkét partján igen (Káposztásmegyer, Békásmegyer).
A magyar vagy csatlakozott törzsnevet viselő falvak ugyanis a Géza és István által a születő vármegyerendszer egyes várispánságaihoz rendelt várjobbágyok falvai voltak, akiket az idegen környezetben azzal a törzsnévvel illettek, ahonnan jöttek.
E falvak várjobbágyi eredetét az is alátámasztja, hogy csak várjobbágy nemzetségek nevezték el magukat törzsekről – Kér nemzetség, Kürt nemzetség.

## A megyer törzsnév eredete
A megyer törzsnevet leggyakrabban a finnugor nyelvrokonság alapján próbálták eredeztetni, a magyar népnévhez hasonlóan. Van azonban török etimológiája is, amelyik jobban illeszkedik a többi törzs eredetének rendszerébe, és ez a törzsszövetség kialakulásának folyamatához is ad támpontokat. Török eredet esetén a meg(y), mog(y), mag(y) tőszó és a törökös er főnévképző alkothatja a szó elemeit.

### Finnugor etimológiák
A 19. századtól, a magyar nyelvészet kialakulásától kezdve hosszú ideig általános dolog volt összekapcsolni a magyar népnév és a megyer törzsnév etimológiáját, mindkettőt a finnugorból eredeztetve. Így tett 1841-ben Reguly Antal és az ő nyomán 1930-ban Németh Gyula. Eszerint a Megyer szó a vogul azaz manysi mäńši, mańši és a török (!) er férfi szó összetétele lenne. Az 1960-as évek és 1970-es évek álláspontját tükröző TESz (2, 817) és MSzFE (2, 415-417) szerint a megyer népnév az ugor *mańćʒ frátrianév és a finnugor (!) er(i) szó összetétele. Később ezeket az elméleteket sokan bírálták, pl. 1984-ben Róna-Tas András kifejtette, hogy egy 'manysi ember' típusú önelnevezés egyáltalán nem valószínűsíthető. Ő azt inkább valószínűsítette, hogy a magyar népnév két népnév – talán mancs er – összetétele lehet. A megyer szóra vonatkozó etimológiáját Németh is visszavonta idővel, 1975-ben egy szintén finnugor, de totemisztikus vogul mansin 'fajdkakas' eredetet javasolta.
Átmeneti megoldásként Gulya János 1994-ben felvetette, hogy a megyer a finnugor mańć er kazár alakja lehet. Gulya nem tud elképzelni olyan élethelyzetet, hogy a magyar/megyer szóalakok ugyanolyan előre- és hátrahasonulással egyszerre keletkeztek volna a közös magyer alakból, mint ahogy a szláv átvétel cseljagy/cselad szóból a család és cseléd szavaink. Egy másik elmélet magyar/megyer szópár hangszimbolikai megfejtését javasolta, amely szerint a magas/mély hangrend a kicsi/nagy jelzője lehet, azaz a magas hangrend a törzset, a mély hangrend az egész népet jelenti. E megoldások hibája, hogy a manysi nyelvben ugyan van analógiája az előbb említett szimbolikának, de ott a mély hangrendű mōś jelenti a kisebb egységet, a frátriát és a magas hangrendű mäńći pedig az egész népet. A magyar nyelvben viszont az ez/az, itt/ott, ide/oda szópárok egyértelműen jelzik, hogy megvan a magas/mély magánhangzók közelit és távolt elkülönítő szerepe, ami független attól, hogy a manysik hogyan teszik ugyanezt.

### Török etimológiák
Németh Gyula a besenyők nyolc törzsnevének megfejtésére talált egy igen világos rendszert, eszerint a besenyő törzsnevek egy török lószínnév és méltóságnév kombinációi. Berta Árpád hasonlót szeretett volna találni, amikor a magyar törzsek nevének megfejtésére adott egy tisztán török, a hadrendet tükröző megoldási javaslatot. A megyer törzsnév megfejtése nála a ban ǰer 'fő hely/föld', amihez szükség van egy ban > man hangváltásra, amire a török nyelvekben van példa, pl. Róna-Tas András szerint Kijev mongol kori Man Kermen orosz 'Velikij Gorod' 'Nagy Város' nevében, ami kipcsak városnév átvétele lehet A mongolok titkos története szövegében. Róna-Tas András szerint Kasgarinál is kimutatható két földrajzi névben (Man Qïšlaq, Man Känd). A mandzser > megyer átmenetben az n eltűnése okozhat gondot, ami miatt a javaslattevő is további vizsgálatot javasol, de a hangya ~ húgy-féle alakváltozatok miatt optimista. Ha ez az etimológia igaz, akkor lehet, hogy a magyarok első említése Tabarinál található, aki 915–923 között írt és a 6. századra vonatkoztatva a Kaukázusban említ egy BNǰR népet, amelyik három másik „türk” nép társaságában élt ott. J. Marquart (1864–1930) óta ezt a népet a bolgárok Burǰan törzsével azonosították.